# Гонки на час
Гонки на час (англ. Racing for Time) — американський телевізійний фільм 2008 року. Заснований на реальних подіях.

## Сюжет
Клівленд Стейкгаус — охоронець Техаської виправної колонії для дівчат-підлітків. Він неодноразово стає свідком міжрасових та особистісних конфліктів у закладі. Щоб побороти ворожнечу між ув'язненими, він вирішує організувати легкоатлетичну команду. Він збирає афроамериканок, латиноамериканок і білих та організовує багаторасову команду з бігу за ґратами в'язниці. Участь у трековій команді не тільки руйнує расові розбіжності між дівчатами, але ставить їх на шлях, що змінить їхнє життя.

### Основа сюжету
Фільм заснований на історії тренера та охоронця тюрми сержанта Ноеля Честнута (пізніше підвищеного до звання лейтенанта) та команди, яку він створив, у складі молодіжної виправної колонії Вентура в Каліфорнії у 1990-х роках. До команди входили дівчата-злочинці, які були засуджені за вбивство та пограбування. Ноель багато пожертвував, щоб заохотити цих дівчат, і деякі з них продовжували вести успішне життя після виходу на волю.

## У ролях
| Актор          | Роль      |
| -------------- | --------- |
| Чарльз Даттон  | Стейкгаус |
| Яя Дакоста     | Ванесса   |
| Сулай Енао     | Кармен    |
| Елізабет Пенья | Флорес    |
| Сейдж Томпсон  | Шеріл     |
| Тіффані Геддіш | Деніс     |
| Деквіна Мур    | Тоня      |